# 結城聡
結城 聡（ゆうき さとし、1972年（昭和47年）2月11日 - ）は、囲碁の棋士。兵庫県神戸市出身、関西棋院所属、佐藤直男九段門下、九段。
第36期天元位、第51期十段位。その他にもNHK杯優勝5回、テレビ囲碁アジア選手権戦準優勝1回など、第一線で活躍。関西棋院賞最優秀棋士賞受賞回数は13回を誇る。

## 経歴
1980年、神戸市立竜が台小学校2年の8歳の誕生日にアマチュア六段の父から囲碁を習い、アマチュア強豪の西村修の教えを受ける。家の近くに碁会所がオープンしたことも後押しとなり、すぐに囲碁に夢中になる。
1982年、同小4年の時に少年少女囲碁大会の小学生の部で7位となり、その後佐藤直男九段の子供囲碁教室に入り「将来名人になる」と言われる。翌年は3位となる。周囲に薦められて関西棋院院生となる。1984年12歳1カ月で、関西棋院では橋本昌二、東野弘昭以来の最年少で入段。本人によると、特に意識しないまま「気が付いたらプロになっていた」という。
藤沢秀行の研究会にも参加し、坊主頭だったため「少林寺」という綽名を付けられる。このころから攻撃的な棋風で、師の佐藤に「丈和とも違う、囲碁史上に類例を見ない棋風だ」と評された。
1987年『棋道』誌の共立住販杯プロアマ対抗八強トーナメント戦で優勝。同年15歳で五段となる。この頃「月刊碁学」誌上で、今村俊也、陳嘉鋭らとの三番碁を行う。1990年に新人王戦決勝三番勝負に進み、依田紀基に1-2で敗れるが、1993年には三村智保に2-0で勝って優勝。1991年19歳で早碁選手権戦の決勝に進み趙治勲に敗れるが、この時は『FOCUS』誌で「碁界の若花田」とも報道された。
1993年に本因坊戦リーグ入り、翌年のリーグ戦では5勝2敗の同率プレーオフで加藤正夫に敗れる。
1994年「文藝春秋」誌の企画「2001年日本の顔」に、囲碁界から選出される。
1995年に早碁選手権戦の決勝で林海峰に勝利し優勝。1996年『棋道』誌1-4月号の企画で、「平成の名勝負」と銘打って依田紀基と持ち時間１人16時間の32時間1番勝負を行い、黒番中押勝ちする。
1996年、関西棋院第一位決定戦で初優勝。
1997年九段。同年碁聖戦挑戦者となり、初の五番勝負登場となるが依田紀基碁聖に敗退。同年にはNHK教育テレビの囲碁講座「結城聡の戦いのポイント」で講師も務めた。2003年に鶴聖戦、2004年に後継棋戦のJALスーパー早碁で連続優勝。2005年には竜星戦で優勝。棋聖戦でも挑戦権を獲得し、関西棋院からは1977年第1期棋聖戦の橋本宇太郎以来の七番勝負登場となったが、羽根直樹棋聖に3-4で敗れた。
2006年から2009年まで、関西棋院第一位を4連覇。2007年10月からはNHK囲碁講座「結城聡のこれが世界の新感覚」の講師を務めた。
2009年、NHK杯で関西棋院の棋士としては1985年の橋本昌二以来、24年ぶりに優勝。碁聖戦4度目の挑戦手合進出を果たすも、張栩碁聖に0-3で敗退。
2010年、NHK杯で前年に続き優勝。連覇は同棋戦史上3人目、関西棋院棋士では初。テレビ囲碁アジア選手権戦でも準優勝を飾った。また、同年4月には史上最年少（39歳2か月）・最速（入段後27年1か月）・最高勝率（7割2分8厘）で、関西棋院では3人目となる通算1000勝を達成した。第36期天元戦では挑戦者となり、11月16日、山下敬吾天元を3-0で破って6度目の挑戦にして初の七大タイトル獲得。1歳年下で同じ関西棋院所属の後輩・坂井秀至が8月23日に関西棋院29年ぶりの七大タイトル獲得（第35期碁聖位）を達成しており先を越された形となったが、低迷の続いていた関西棋院に活気をもたらした。アジア競技大会では男女ペア戦・男子団体戦に出場し、団体戦では銅メダル獲得。
2011年天元戦では、井山裕太十段の挑戦に3連敗で敗れ失冠。2012年、NHK杯で2年ぶり3回目の優勝。
2013年、NHK杯で前年に続き優勝。十段戦でも挑戦者となり、6冠を保持していた井山裕太十段を3-2で破って、関西棋院では橋本昌二（1974年）以来39年ぶりとなる十段位を獲得。また木谷一門・平成四天王・井山裕太以外では2004年の王立誠以来10年ぶりの十段獲得となる。
2014年、NHK杯で優勝、3連覇。第56回（初優勝） - 第61回NHK杯での通算成績は26勝1敗と、早碁棋戦でも顕著な活躍を見せた。十段戦では高尾紳路の挑戦を受けたが2-3で敗れ、十段位を明け渡した。一方で関西棋院第一位決定戦では坂井秀至を破って5年ぶりに第一位となり、以降2016年まで3連覇。また、2015年には竜星戦で10年ぶりの優勝。
2017年6月、史上最年少（45歳3カ月）・最速（入段後33年3カ月）・最高勝率（ .703 ）で、関西棋院では初めてとなる通算1200勝（506敗2持碁）を達成した。
2022年1月、史上最年少（49歳11カ月）・最速（入段後37年10カ月）・最高勝率（ .693 ）で、関西棋院では初めてとなる通算1300勝（575敗2持碁）を達成（日本棋院棋士を含めると5人目）。同年の竜星戦では決勝進出。決勝では井山裕太名人（対局当時）に敗れ準優勝。第49期名人戦では最終予選決勝で関航太郎天元に敗れリーグ入りを逃す。

## タイトル歴
総タイトル数27（うち七大タイトル2、関西棋院限定戦13）
- 十段戦 1期 2013年
- 天元戦 1期 2010年
- NHK杯テレビ囲碁トーナメント 5回 2009-2010、2012-2014年
- 竜星戦 2回 2005、2015年
- 新人王戦 1回 1993年
- 早碁選手権戦 1回 1995年
- スーパー早碁 1回 2003年
- 鶴聖戦 1回 2003年
- 大和証券杯ネット囲碁オープン 1回 2013年
- 関西棋院第一位決定戦 8回 1996、2006-2009、2014-2016年（関西棋院限定）
- 産経プロアマトーナメント戦 5回 2005-2007、2009-2010年（関西棋院限定）

### その他の棋歴

#### 国際棋戦
- テレビ囲碁アジア選手権戦 準優勝 2010年（○陳耀燁、○姜東潤、×孔傑）
- 春蘭杯世界囲碁選手権戦 ベスト8 2002年（○李世乭、○馬暁春、×羅洗河）
- トヨタ&デンソー杯囲碁世界王座戦 ベスト8 2004年（○曺薫鉉、○王磊、×崔哲瀚）
- 世界囲碁選手権富士通杯 ベスト8 2006年（○兪斌、○古力、×崔哲瀚）
- 日中囲碁交流
  - 1988年 1-2（0-2 張璇、○梁偉棠）
  - 1989年 3-4（○車沢武、×王冠軍、×呉肇毅、×華偉栄、○倪林強、×鄭弘、○馬石）
  - 1990年 1-0（○王剣坤）
  - 1992年 1-0（○方捷）
- 日中スーパー囲碁
  - 1993年 0-1（×陳臨新）
- CSK杯囲碁アジア対抗戦
  - 2003年 3-0（○黄祥任、○宋泰坤、○丁偉）
  - 2004年 2-1（○丁偉、×李昌鎬、○王銘琬）
  - 2005年 3-0（○胡耀宇、○金成龍、○林海峰）
  - 2006年 1-2（×高根台、×謝赫、○陳詩淵）
- アジア競技大会 2010年 男女ペア戦 予選9位（鈴木歩とペア）、男子団体戦 3位

#### 国内棋戦
- 棋聖戦 挑戦者 2005年（羽根直樹に3-4）
  - 各段戦優勝 五段戦 1988年、六段戦 1990年、七段戦 1993年、八段戦 1994、1995、1997年
  - 棋聖戦リーグ5期
- 名人戦 リーグ6期
- 本因坊戦 リーグ9期
- 碁聖戦 挑戦者 1997年（依田紀基に1-3）、2002年（小林光一に1-3）、2005年（依田紀基に0-3）、2009年（張栩に0-3）
- 新人王戦 準優勝 1990年（決勝で依田紀基に1-2）
- 早碁選手権戦 準優勝 1991年（決勝で趙治勲に敗れる）
- 竜星戦 準優勝 2006年（決勝で張栩に敗れる）、2007年（同）
- NHK杯 準優勝 2007年（決勝で趙治勲に敗れる）
- リコー杯プロペア囲碁選手権戦 優勝 1995年（知念かおりとペア）

## 棋風
独特の戦闘派の棋風。石の働きを追求する棋風で「武闘派」と呼ばれる。早碁を得意とする。若い頃は「柔軟性がゼロ」だったと語っており、その頃に藤沢秀行に「お前はそのままでいいんだよ」と言われたことが自信に繋がったという。

## 人物
中学時代から30年間ほぼ変わらないという坊主頭の髪型、180cmを超える長身が特徴。
2006年に堀田陽三九段の娘と結婚、その後4人の子がある。
趣味は鉄道（特に時刻表引き）で、地方で行われるタイトル戦では時刻表片手に鈍行で移動する。ローカル線好き。若い頃は青春18きっぷで大阪から広島、山陰まで旅をしたり、当時大好きだった、WINKのコンサートツアーを追いかけながら四国まで旅をしたこともある。
関西人らしく阪神タイガースとオリックス・バファローズのファン。試合結果に一喜一憂する。関西棋院の野球部に所属し、2014年にはオリックスの試合で始球式も務めた。
カラオケの十八番は「碧いうさぎ」。坂井秀至とは「佐藤直男子供囲碁教室」時代からの交友。
高所恐怖症。

## 代表局
2003年第25期鶴聖戦決勝
結城はトーナメント1回戦から柳時熏、依田紀基、王立誠を破って決勝に進出し、羽根直樹と対戦。右上隅で黒番結城の51手目、黒1から3の押しが豪快な手段で、黒13まで上辺を好形にし、ここからこの模様を拡げて優勢となった。その後左下隅のコウ争いから、さらに右上隅でもコウとなるが、このコウを勝ちきって勝利。早碁選手権戦に続いて2度目の一般棋戦優勝となった。
羽根直樹-結城聡（黒） 193手まで黒中押勝

## 著作
- 『戦いに強くなる方法 (真・囲碁講座シリーズ2)』 毎日コミュニケーションズ 2004年
- 『結城聡名局細解 』 誠文堂新光社 2005年
- 『囲碁・世界の新手法ガイド』誠文堂新光社 2008年
- 『決定版 大斜・村正・大ナダレ』誠文堂新光社 2009年
- 『プロの選んだ30の定石 アマの好きな30の定石』誠文堂新光社 2010年
- 『世界一わかりやすい打碁シリーズ 結城聡の碁』マイコミ　2010年

## 注
1. 1 2 3 4 5 6 7 8  囲碁と野球と電車が頭の9割、愛されるトップ棋士　～結城聡九段～　THE PAGE
2. ↑  囲碁の結城聡天元が千勝　史上１４人目（神戸新聞2011年4月14日付、同15日閲覧）および遅咲き、３０代で進化　囲碁１０００勝達成の結城天元（朝日新聞4月19日付、同30日閲覧）参照。ただ年長の棋士ほど出場棋戦数が少なかったこと、関西棋院の棋士には院内独自棋戦や一部棋戦への出場制限があること、などに留意する必要がある。
3. ↑  “囲碁の結城九段１２００勝　最速、最年少で”. 神戸新聞NEXT (神戸新聞). (2017年6月8日) 2017年7月2日閲覧。
4. ↑  “関西棋院【関西囲碁プロ団体】によるツイート”.   Twitter (2017年6月8日). 2022年12月28日閲覧。
5. ↑  “結城聡九段、公式戦通算成績1300勝を達成！”.  関西棋院 (2022年1月21日). 2022年7月3日閲覧。